# Máthé Erzsi
Máthé Erzsi (Mertz Erzsi; Budafok, 1927. május 16. – Budapest, 2023. május 8.) a Nemzet Színésze címmel kitüntetett Kossuth- és kétszeres Jászai Mari-díjas magyar színművész, érdemes és kiváló művész, a Halhatatlanok Társulatának örökös tagja.

## Élete
Mertz Erzsébet néven született Budafokon 1927. május 16-án Mertz Antal és Heckmann Anna gyermekeként. Jelentkezett a Színház- és Filmművészeti Főiskolára, de nem vették fel. 1945–1948 között az Országos Színészegyesület színiiskolájának volt a hallgatója, ahol mesterei voltak Rátkai Márton, Ascher Oszkár, Lázár Mária, Várkonyi Zoltán és Gobbi Hilda.
1948–49-ben a Vígszínház tagja volt. 1949–1952 között a Pécsi Nemzeti Színház színésze volt. 1952–1983 között a budapesti Nemzeti Színháznak volt tagja. 1983-tól a Katona József Színházban játszott, melynek alapító tagja volt. 2012-ben lépett utoljára színpadra Spiró György Koccanás című drámájában. 2003-ban díjat alapított, amelyet az évadzáró társulati ülésen adnak át a kiemelkedő teljesítményt nyújtó társulati tagnak.
2002. augusztus 26-án hozta létre a Máthé Erzsi Alapítvány a Koraszülöttekért, melynek célja a kora- és újszülöttek intézményen belüli és otthoni ellátásának támogatása. 2006-ban még egy alapítványt alapított, melynek célja a Pécsi Nemzeti Színház, a kaposvári Csiky Gergely Színház, valamint a határon túli magyar nyelvű színházak tagjainak, továbbá a Színház- és Filmművészeti Egyetem végzős hallgatóinak segítése.
2000-ben, elsők között elnyerte a Nemzet Színésze címet. A cím díjazottjai közül ő élt a leghosszabb ideig és az eredeti díjazottak közül ő hunyt el a legkésőbb. A színészettől csak 84 évesen vonult vissza. Elmondása szerint a színház volt a családja, amelyhez a végsőkig ragaszkodott. Budapesten zugligeti otthonában élt.
2023. május 8-án este hunyt el 95 éves korában. 2023. június 20-án 11 órakor vettek tőle végső búcsút a budapesti Fiumei úti sírkertben. Hamvait a szökőkútban, szórásos módszerrel helyezték örök nyugalomra. Búcsúbeszédet mondott Tóth Auguszta, Bősz Anett, Szentmártoni János és Máté Gábor.

### Magánélete
1949-től Szendrő József színész felesége volt, 1957-től külön éltek. Első házasságából született gyermeke csupán egy évet élt.
1965 óta férje Kéri László mérnök volt, aki Casablancán (Marokkó) kapott állást, ahova követte. Egy évig élt kint, míg férje hét évet töltött az afrikai országban.

## Színpadi szerepei
- Gorkij: Jegor Bulicsov és a többiek... Melánia
- Hámos György: Aranycsillag... Hofberg Viola
- Szigligeti Ede: Liliomfi... Camilla
- Mihajlov–Szamojlov: Titkos háború... Rogyionova
- Friedrich Schiller: Ármány és szerelem... Lujza
- Major Ottó: Határszélen... Kende Boriska
- Wydrzyński: Klementina asszony szalonja... Tereza
- Fast: Harminc ezüstpénz... Jane
- Borozina–Davidson: Harmadévesek... Szveta
- Csiky Gergely: Kaviár... Barlanghy Miranda
- Illyés Gyula: Fáklyaláng... Kossuthné
- Urbán Ernő: Uborkafa... Galavics Piroska
- Madách Imre: Az ember tragédiája... Hippia; Kéjhölgy; Cigányasszony; Éva
- Federico García Lorca: Bernarda háza... Martirio; Maria Josefa
- Vörösmarty Mihály: Csongor és Tünde... Mirigy
- Csepurin: Tavaszi áradás... Katyerina
- Federico García Lorca: Vérnász... Menyasszony
- Karinthy Ferenc: Szellemidézés... Fifi
- Niccolò Machiavelli: Mandragora... Egy asszony
- Bertolt Brecht: A rettegés birodalma... A szobalány
- Trenyov: Ljubov Jarovaja... Ljubov Jarovaja
- Shakespeare: A windsori víg nők... Pagené
- Odets: Lefetyre várva... Edna
- Arthur Miller: Az ügynök halála... A nő
- Shakespeare: III. Richárd... Margit
- Max Frisch: Biedermann és a gyújtogatók... Rabette
- Csiky Gergely: Mákvirágok... Elza
- Bertolt Brecht: Galilei élete... Sarti asszony
- William Shakespeare: Othello... Bianca
- Gyöngyössy Imre: Csillagok órája... Bársony
- Gyárfás Miklós: Férfiaknak tilos... Zsófia
- Corneille: Cid... Donna Urraca; Ximenia
- Friedrich Dürrenmatt: Ötödik Frank... Ottilie
- Németh László: II. József... Eleonóra
- Shakespeare: Lear király... Goneril
- Aiszkhülosz: Agamemnon... Kassandra
- Madách Imre: Mózes... Jókhebéd
- Franz Kafka: Amerika... Főszakácsnő
- Shakespeare: Tévedések vígjátéka... Emília
- Dosztojevszkij: A félkegyelmű... Lizaveta Prokofjevna
- Katona József: Bánk bán... Gertrudis királyné
- Örkény István: Sötét galamb... Balassáné
- Csehov: Ivanov... Avdotya Nazarovna
- Brecht: A szecsuáni jólélek... Jang asszony
- Luigi Pirandello: Ahogy szeretsz... Ines
- Csiky Gergely: Mukányi... Ella
- Hubay Miklós: Színház a cethal hátán... Thurzó Anna
- Szakonyi Károly: Hongkongi paróka... Mara
- Palotai Boris: Szigorú szerelmesek... Bontáné
- Benjamin Jonson: Bertalannapi vásár... Debellah asszony
- Bornemisza Péter: Magyar Elektra... Klytaimnestra
- Shakespeare: II. Richárd... York hercegné
- Örkény István: Kulcskeresők... Erika
- Johann Wolfgang von Goethe: Faust... Márta
- William Shakespeare: Téli rege... Paulina
- Georg Büchner: Danton halála... Simonné
- Gorkij: Éjjeli menedékhely... Kvasnya
- Arnold Wesker: A konyha... Bertha
- Molière: Az úrhatnám polgár... Jourdainné
- Rozov: A siketfajd fészke... Natalija Gavrilovna
- Kocsis István: Nem zárjuk kulcsra az ajtót... Ilona
- Alekszandr Nyikolajevics Osztrovszkij: Jövedelmező állás... Kukuskina
- Jordan Radicskov: Repülési kísérlet... Avramovica
- Euripidész: Oresztész... Argoszi asszonyok kara
- Carlo Goldoni: Mirandolina... Ortensia
- Schwajda György: A szent család... Szászné
- Smoček: Dr. Burke különös délutánja... Outechová
- Muşatescu: Titanic keringő... Chiriachita
- Spiró György: Az imposztor... Skibinska
- Molière: Tudós nők... Philaminte
- Heinrich von Kleist: Amphitryon... Charis
- William Shakespeare: Coriolanus... Volumnia
- Petrusevszkaja: Három lány kékben... Marja Filippovna
- Bakonyi Károly: Mágnás Miska... Nagymama
- Elias Canetti: Esküvő... Johanna
- Eugène Ionesco: Haldoklik a király... Juliette
- Vitéz Miklós–Vadnay László: Meseautó... Tímár Anna
- Valle-Inclán: Lárifári hadnagy felszarvazása... Tadea néni
- Grumberg: Szabad zóna... Mme Schwartz
- Koltés: Roberto Zucco... Roberto Zucco anyja
- Kárpáti Péter: Akárki... Aranka
- Pirandello: Ma este improvizálunk...
- Szakonyi Károly: Vidám finálé... Joli
- Parti Nagy Lajos: Mauzóleum... Klumpet Ferencné
- Molnár Ferenc: Nászinduló... Catharine Lynt
- William Shakespeare: Szeget szeggel... Tekeriné
- Heinrich von Kleist: Az eltört korsó... Brigitta asszony
- Lőrinczy Attila: Balta a fejbe... Anyika
- Peter Handke: Az óra, amikor semmit nem tudtunk egymásról...
- Henrik Ibsen: Hedda Gabler... Juliane Tesman
- Vinnai András–Bodó Viktor: Motel...
- Spiró György: Koccanás... Öregasszony
- Kukorelly Endre: Élnek még ezek?... Ilona
- Carlo Goldoni: A karnevál utolsó éjszakája... Madame Gatteau

## Filmjei

### Játékfilmek
- Gázolás (1955)
- Keserű igazság (1956)
- Külvárosi legenda (1957)
- Bakaruhában (1957)
- Csempészek (1958)
- Égrenyíló ablak (1959)
- Ház a sziklák alatt (1959)
- Virrad (1960)
- Májusi fagy (1961)
- Megöltek egy lányt (1961)
- Két vallomás (1962)
- Lopott boldogság (1962)
- Áprilisi riadó (1962)
- Tücsök (1963)
- Germinal (1963)
- Egy ember, aki nincs (1964)
- Özvegy menyasszonyok (1964)
- Miért rosszak a magyar filmek? (1964)
- A Hamis Izabella (1968)
- Virágvasárnap (1969)
- Szindbád (1971)
- Hekus lettem (1972)
- Nem élhetek muzsikaszó nélkül (1979)
- Októberi vasárnap (1979)
- A szeleburdi család (1981)
- Mielőtt befejezi röptét a denevér (1989)
- Emberrabló lányok (1990)
- Az ember tragédiája (1993)
- Pá, Drágám (1994)
- Lopott képek (2005)
- A Herceg haladéka (2006)
- Príma Primavéra (2009)

### Tévéfilmek
- Ezer év (1963)
- Ivan Iljics halála (1965)
- Nem vagyunk angyalok (1966)
- Miért beszél annyit, Mrs. Piper? (1967)
- Szende szélhámosok (1968)
- Danaida (1970)
- Uborkafa (1970)
- A fekete város 1–7. (1971)
- A képzelt beteg (1971)
- Áradat (1971)
- Lyuk az életrajzon (1972)
- A gyilkosok (1974)
- Napraforgó (1974)
- Őszi versenyek (1975)
- Az öreg (1975)
- Kisember születik (1975)
- Sakk, Kempelen úr! 1–3. (1976)
- Őszi versenyek (1976)
- Muslicák a liftben (1977)
- Zokogó majom 1–5. (1978)
- Amerikai komédia (1978)
- Szakonyi Károly: Hongkongi paróka (1979)
- Használt koporsó (1979)
- Görgey Gábor: Wiener Walzer (1980)
- Bolondnagysága (1980)
- Családi kör (1980)
- Szeszélyes évszakok (1981)
- Utolsó alkalom (1981)
- Glória (1982)
- Napos oldal (1983)
- A piac (1983) (hang)
- Az imposztor (1984)
- Szálka, hal nélkül (1984 – tévésorozat)
- Rutinmunka (1984)
- A hét varázsdoboz (1985)
- Ember és árnyék (1985)
- Üvegvár a Mississippin (1985)
- S.O.S. Szobafogság (1987)
- A védelemé a szó (1988)
- Boszorkánypalánta (1988)
- Freytág testvérek 1–5. (1989)
- A főügyész felesége (1990)
- Paraszt Dekameron (2001)
- Kérnék egy kocsit (2001–2002)
- Micimackó (2005)
- Koccanás (2009)

## Rádió
- Erskine Caldwell: Dohányföldek (1948)
- Lewis, Sinclair: Dr. Arrowsmith (1954)
- Dr. Révay József: Párduc (1955)
- Katona József: Bánk bán (1955)
- Kipphardt, Heinar: Shakespeare kerestetik (1955)
- Racine: Bereniké (1955)
- Karinthy Ferenc: Ezer év (1956)
- Kuprin–Belohorszky Károly: Szulamit (1959)
- Maltz, Albert: Tüzes nyíl (1959)
- Sásdi Sándor: Az intéző úr (1959)
- Rozov, Viktor: Szerelmes a gyerek (1961)
- Aiszkhülosz: Eumeniszek (1962)
- Mauriac, Francois: Viperafészek (1962)
- Vörösmarty Mihály: Czillei és a Hunyadiak (1962)
- Dessi: Az igazságszolgáltatás (1963)
- Barsi Dénes: Eltűnik a vajdakincs (1964)
- Karel Csop: Egy ember, akit figyelnek (1964)
- Karinthy Ferenc: Hátország (1964)
- Kármán József: Fanni hagyományai (1964)
- Vészi Endre: Statisztika (1964)
- Dürrenmatt, Friedrich: Straniczky és a nemzeti hős (1965)
- Krúdy Gyula: Palotai álmok (1966)
- Szergej Zaligin: Az Irtis mentén (1966)
- Mocsár Gábor: Kerek egymillió (1969)
- Sós György: Aranycsont (1969)
- Schiller: Tell Vilmos (1970)
- Franz Kafka: A kastély (1971)
- Czakó Gábor: A szoba (1972)
- Sztoev, Gencso: Az arany ára (1972)
- Jókai Anna: Általános foglalkoztató (1973)
- Móricz Zsigmond: Árvácska (1973)
- Mándy Iván: Ha köztünk vagy, Holman Endre (1975)
- Mándy Iván: Tárgyak (1975)
- Bendová, Krista: Egy öreg ház három csodája (1976)
- Grochowiak, Stanislaw: A mélységből kiáltok (1977)
- Hegedűs Tibor: Gyógyászok (1977)
- Bertha Bulcsu: A szeptemberi vendég (1978)
- Victor Hugo: Nyomorultak (1978)
- Soyinka, Wole: A láplakók (1979)
- Lengyel Péter: Cseréptörés (1980)
- E.T.A. Hoffmann: Diótörő (1982)
- Karc: 1982. nyári kiadás (1982)
- Mándy Iván: Szép álmokat, kislány (1982)
- George Ciprian: Gácsérfej (1984)
- Mándy Iván: Lebontott világ (1984)
- Marja Kurkela: Korcsolya (1984)
- Hardy, Thomas: A weydoni asszonyvásár (1985)
- Móricz Zsigmond: Aranyos öregek (1987)
- Raudsepp, Hugo: A naplopó (1988)
- Erdődy János: Barberina, Európa csillaga (1991)
- Mészöly Miklós: Öregek, halottak (1992)
- Ladislav Fuks: Boldogultak bálja (1993)
- Závada Pál: A hercegnő vére (1996)
- Balázs Béla: A csend (1998)
- Nyerges András: Fülbemászó fölkeresi Skarabeuszt (2003)

## Díjai, elismerései
- Farkas–Ratkó-díj (1954)
- Jászai Mari-díj (1956, 1971)
- Érdemes művész (1976)
- Kiváló művész (1981)
- Kossuth-díj (1985)
- A Nemzeti Színház örökös tagja (1989)[16]
- A Magyar Köztársasági Érdemrend középkeresztje /polgári tagozat/ (1997)
- Örökös tag a Halhatatlanok Társulatában (1998)
- A Nemzet Színésze (2000)
- PUKK-díj (2001)
- Vastaps-díj – a legjobb női mellékszereplő (2004)
- Baranya Megyei Önkormányzat Különdíja (2007)
- A filmszemle életműdíja (2007)
- A színházi találkozó díja (2007)
- Budapest díszpolgára (2012)
- Hazám-díj (2012)
- Kállai Ferenc-életműdíj (2013)

## Kapcsolódó oldalak
- Máthé Erzsi Alapítvány
- Máthé Erzsi-díj

## Róla írták
- Róla szól Szakonyi Károly Dvihallyné: Máthé Erzsi című novellája. (Kötetben megjelent a szerző Magányos biciklista című, 1983-as kiadású, gyűjteményes kötetében.)